# Trechmannite
La trechmannite è un minerale.

## Etimologia
Il minerale prende il nome dal mineralogista inglese Charles O. Trechmenn.

## Abito cristallino
Prismatico.

## Origine e giacitura
L'origine è idrotermale.

## Forma in cui si presenta in natura
I cristalli non superano mai i 2 millimetri di grandezza.

## Caratteristiche chimico-fisiche
Peso molecolare: 246,92 grammomolecole
GRapi = 0 (non radioattivo)
Indice fermioni = 0,0019479447
Indice bosoni = 0,998520553
Indice fotoelettricità ρ = 576,11 barn/cc

## Località di rinvenimento
Nelle miniere di Lengenbach nella Binntal (Svizzera).